# Boro (textil)

Täcke, indigofärgat, i form av en kimono utan ärmar, sannolikt från Taisho-perioden (1912-1926), ur Östasiatiska museets samlingar.

Boro (ぼ ろ) är en benämning på de japanska trastextilier som skapades under 1800-talet och första hälften av 1900-talet genom återbruk och träget handarbete. Boro har förekommit mycket längre tillbaka än så, men det finns materiella spår kvar av boro endast från denna period. Ordet boro (uttalas "borro") betyder "något trasigt eller reparerat" eller "något skört som nästan faller sönder". Det är vanligtvis handvävda tyger av bomull och hampa som har sytts eller vävts ihop för att skapa ett tjockt material i flera lager för att tillverka varma, praktiska klädesplagg.
Boro-textilier färgas vanligtvis med färgämnet indigo, vilket historiskt sett varit det billigaste och mest lättodlade färgämnet tillgängligt för de lägre samhällsklasserna. De flesta och de mest välkända boro-textilierna är indigoblå plagg som lagats med lappar och vit bomullstråd, med de gjordes även av tyg i olika färger och med tråd av hampa.
Historiskt sett har det varit mer ekonomiskt att själv odla, spinna, färga, väva och tillverka egna kläder än att köpa nya plagg, samt att återanvända gamla, slitna kläder som tyg för nya plagg. När välståndet ökade och behovet av återbruk och tillvaratagande av tyg minskade i Japan under mitten av 1900-talet blev boro omodernt.

## Ursprung
Både före och under Edo-perioden (1603-1868) reglerades folkets klädsel genom s.k. överflödsförordningar, för att hålla samhällsklasserna synbart åtskilda. Dessa lagar var en viktig orsak till att olika grupper använde olika material och tekniker i sina kläder. Siden var förbehållet samurajerna, den högsta samhällsklassen, och i vissa situationer även medelklassen. I Aomori, ön Honshus nordligaste prefektur, var det även under en del av Edo-perioden i princip förbjudet för allmänheten att bära bomullplagg. Således syddes allt från arbetskläder till blöjor till futonsängar av fibrer från hampa eller andra tillgängliga grödor. Om ett enda lager inte var tillräckligt varmt, syddes ett nytt lager ovanpå det första, med hampludd emellan, för att isolera mot kylan. Bondebefolkningen (de som kroppsarbetade) odlade, spann, färgade och vävde sina egna kläder. Boro handlade om överlevnad i det japanska samhället.
Bomull var under 1800-talet och första halvan av 1900-talet en bristvara i de norra delarna av Japan, då grödan endast kunde odlas i de varma, västra delarna av landet. I norr använde folk i stället fibrer från grödor som hampa och ramie (kinagräs), samt från träd som blåregn, lind, pappersmullbärsträd och alm. Dessa textilier var grova och sträva mot huden. Bomull däremot var mjukt, slitstarkt och dessutom varmare. Minsta bomullsremsa var därför en dyrgrip och även uttjänta bomullstyger blev en viktig handelsvara. Eftersom fåruppfödning inte existerade i Japan blev ylletyger i större mängder inte tillgängliga förrän sent 1800-tal när importen kommit igång.

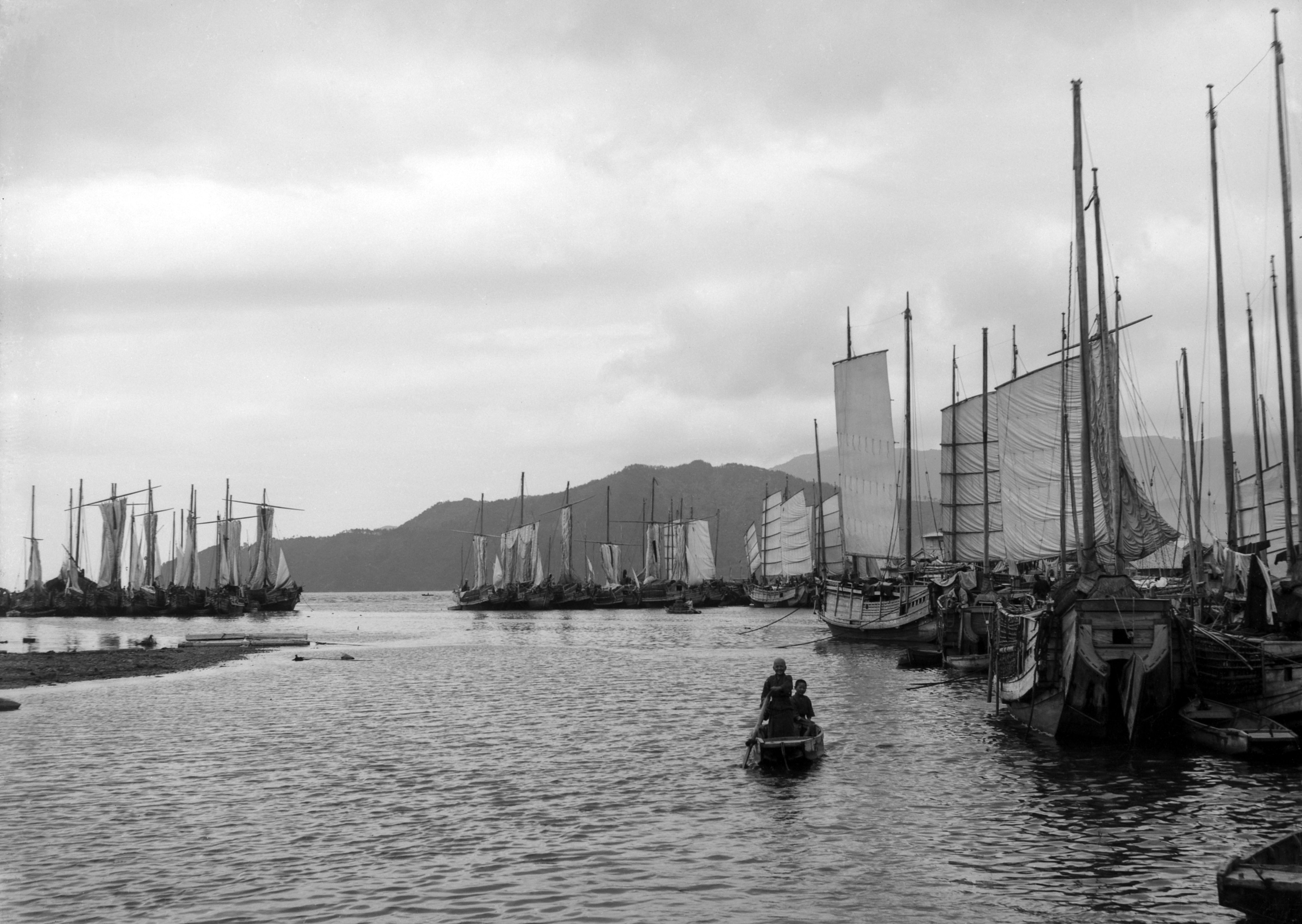
Norra kusten-fartyg, kitamaebune 北前船, fotograferade av Yonezo Ida 井田米蔵 från Obama.

Återbruk är en grundbult inom boro och folk använde de material som fanns till hands. I städer som Kyoto och Edo (nuvarande Tokyo) togs utslitna bomullsplagg om hand, sömmarna plundrades på trådar och tyget klipptes, skars eller revs till remsor och lappar. Bomullstrasorna transporterades norrut med fartyg som kallades kitamaebune, eller Norra kusten-fartyg, främst under Edo-perioden. Ofta såldes tygerna vidare direkt i hamnarna, men det fanns även vandrande försäljare som förde dem med sig till mer avlägsna byar, där de användes till trasvävar och till att lappa och förstärka textilier, bl.a. jackor, förkläden, handskar, väskor, madrasser, tygblöjor och täcken.
Återbruket drevs fram av fattigdom och kyla, men även av den japanska filosofin mottainai (Slösa inte! Ta tillvara.). Textiliernas livslängd förlängdes långt utöver det vanliga. Kläderna ärvdes ofta i generationer och att reparera plagget när det gick sönder var helt nödvändigt.

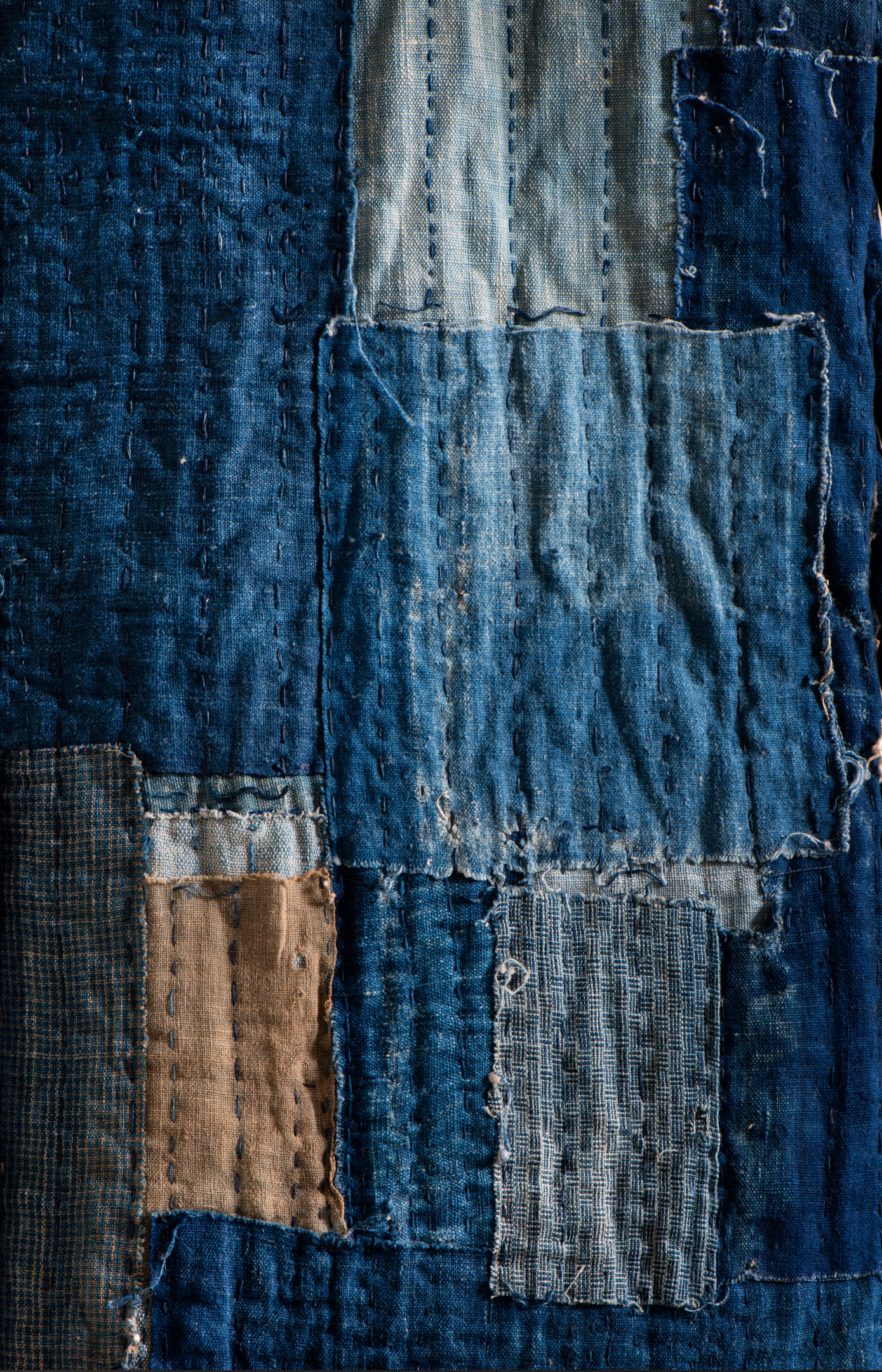
Funktionell och dekorativ sashiko. Baksidan av ett indigofärgat täcke från Japan, ur Östasiatiska museets samlingar.

Som en följd av det ekonomiska i att reparera, återanvända och återväva gamla kläder och tyger, växte boro fram utifrån främst bondebefolkningens, fattigare köpmäns och arbetarklassens behov. Kläder och textilier reparerades med gamla tygtrasor och i många fall sträckte sig detta förfarande över flera generationer, vilket ledde till att kläderna så småningom liknade ett komplext och mångskiktat lapptäcke efter årtionden av reparation.
När förbudet att bära bomullsplagg i Aomori upphörde i och med Meiji-restaurationen 1868 och när järnvägen drogs dit 1892 ökade tillgången på bomull. Norra delen av landet var dock ända fram 1920-1930-talet så pass fattigt att få hade råd att köpa hela bomullstyger. I stället fortsatte folk att sy ihop flera lager för att skapa värmande plagg. Majoriteten av boro-textilierna kommer från Aomori, men boro användes i spridda delar av landet och av många yrkesgrupper: bönder, fiskare, skogs- och gruvarbetare, men även tjänare, hantverkare och troligtvis också fattiga köpmän.
Vissa boro-textilier användes också vid speciella tillfällen med närmast ceremoniell karaktär, t.ex. bodoko- eller bodo-tygerna. Dessa lappade och lagade filtar, annars använda som sänglinnen, breddes ut på golvet när en kvinna skulle föda för att motta det nyfödda barnet. Ett konkret välkomnande där det nya livet symboliskt välsignades av flera släktled i det lappade tyget.

## Sashiko
Sättet att sy ihop och förstärka befintliga plagg kallas sashiko, vilket betyder ”små stygn” eller ”små hugg". Sashiko har troligen sina rötter i 600-700-talen då buddhistmunkar bar lappade och lagade plagg av gamla trasor och är både en förstärkande och förskönande teknik som användes på kläder som behöver tåla mycket. Sashiko-broderade boro-textilier användes till skyddande funktionsplagg burna av bönder och fiskare för komfortens och värmens skull, men också för att skapa tåliga funktionsplagg åt kampkonstutövare och brandmän.

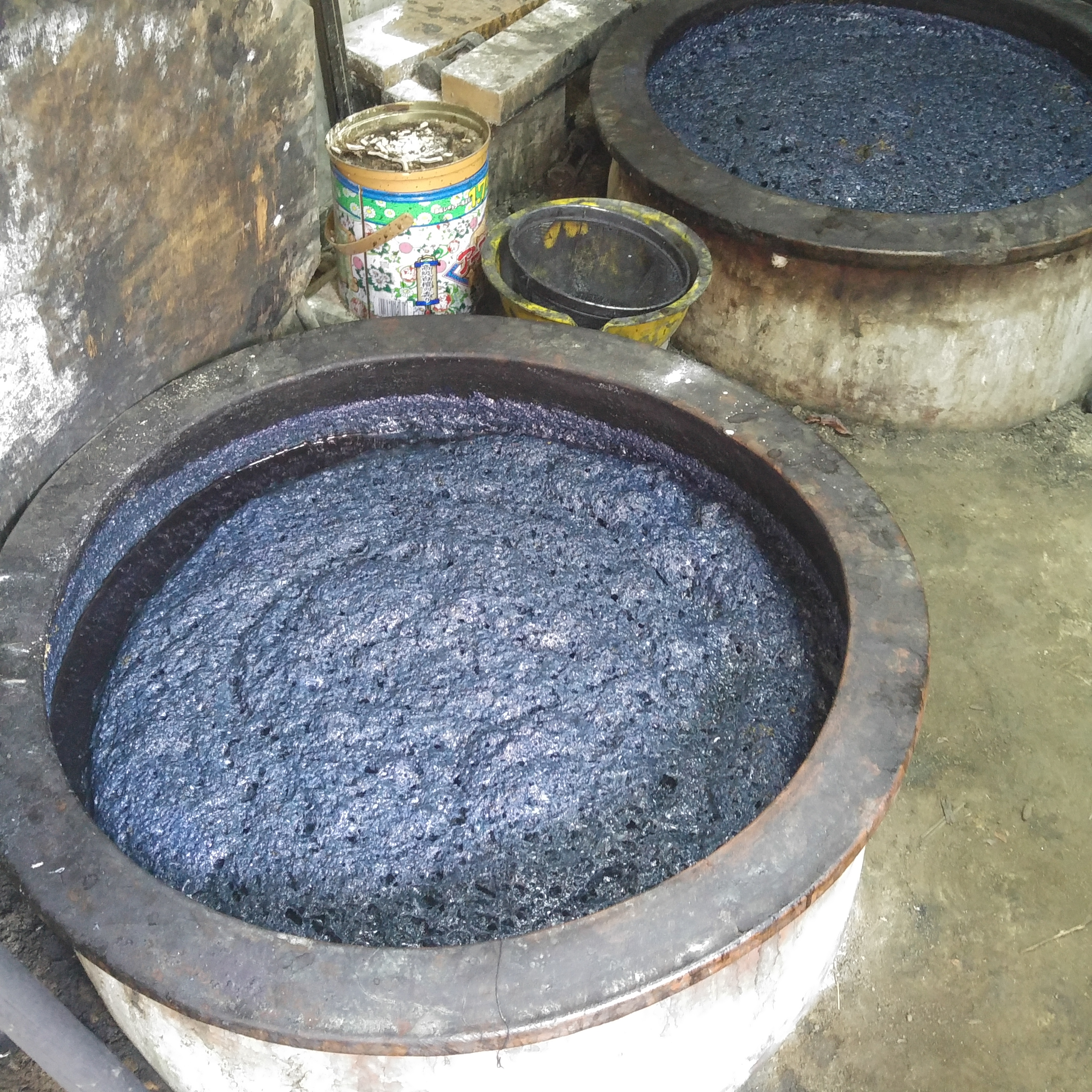
Färgbad (indigo). SHIKARI, Atelier of Natural Dyeing, Okazaki, Aichi, Japan. Foto: Petra Holmberg, 2017.

## Indigo
Användningen av färgämnet indigo och dess färgningstekniker (aizome, 藍染め) var vanligt och ofta det enda färgämnet som fanns tillgängligt bland bönderna. Indigo, som ofta odlades och bearbetades av bönderna själva, var i allmänhet lätt att odla och skyddade kläderna genom dess malavvisande egenskaper.
Att färga tyger med indigo var också mycket lönsamt, då ett enda färgbad kunde användas ett antal gånger, till skillnad mot ett genomsnittligt färgbad som endast kunde användas en gång. Ett svagt färgbad gav också fördelar. Ett tyg färgat endast en handfull gånger i ett starkt indigobad bleknade snabbt och nöttes bort, medan ett tyg färgat upprepade gånger i ett svagt indigobad visade sig vara mer färgfast och motståndskraftigt mot slitage.

## 1900-tal och nutid
När levnadsstandarden i Japan ökade på 1950-talet gömdes trastextilierna undan. Många skämdes över sin fattiga bakgrund och det förekom t.o.m. att boro-textilier eldades upp. Inga större ansträngningar gjordes av regeringen eller kulturinstitutionerna för att bevara dessa plagg.
En vanlig missuppfattning som florerar är att boro-textilier med tiden kom att exemplifiera den japanska wabi-sabi-estetiken, där tygets reflektion av naturligt slitage och användning ansågs vara vackert. De som brukade och gjorde boro skulle inte ha kunnat komma in i det finkulturella sammanhang som teceremonin utgjorde.
En person som haft stor betydelse för bevarandet av boro är folkloristen Chuzaburo Tanaka (1933-2013), som under sin livstid insamlade över 20 000 boro-föremål. 1 500 av dessa ingår idag i en permanent utställning på Amuse Museum i Asakusa, Tokyo.

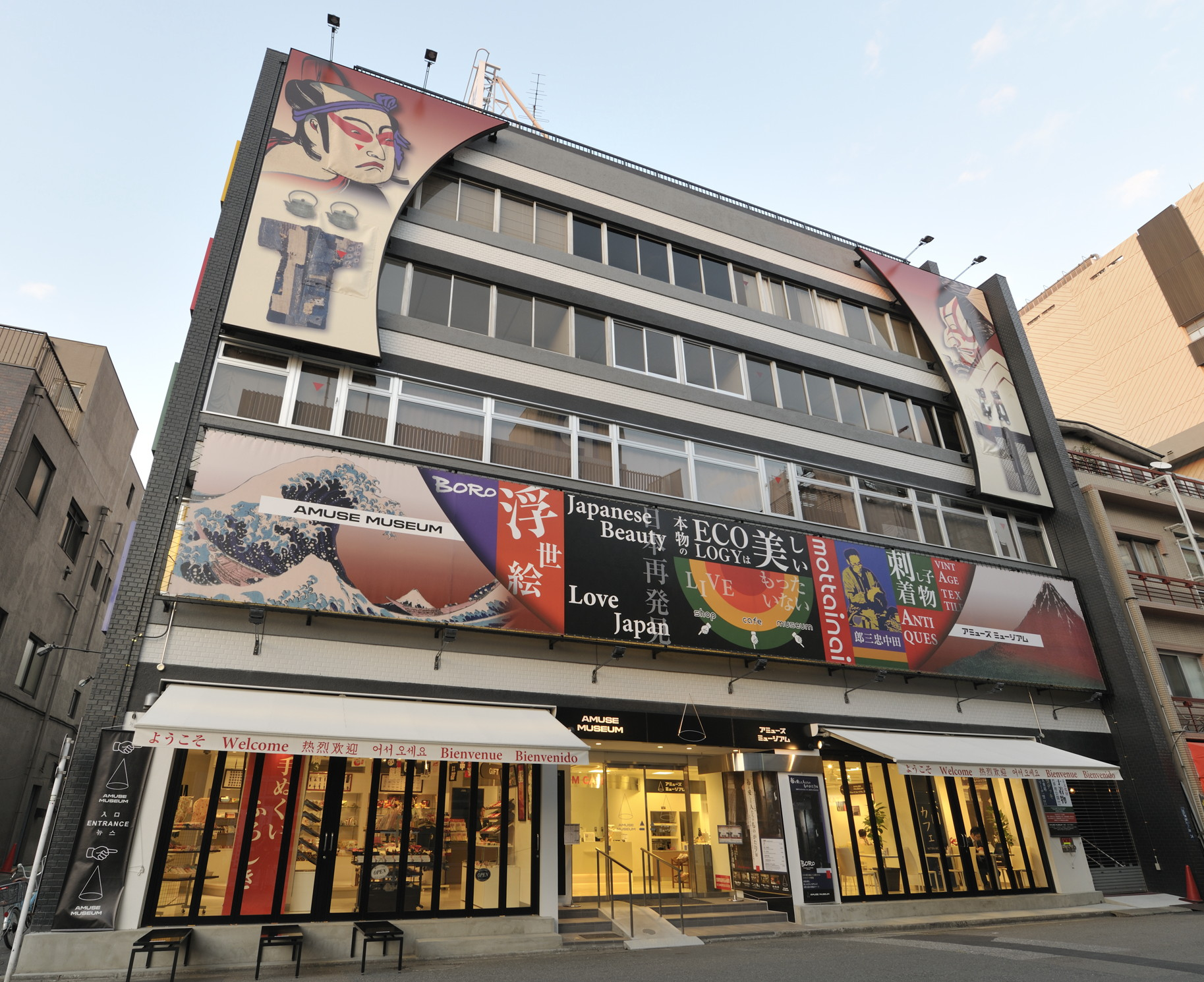
Amuse Museum i Tokyo.

Soetsu Yanagi (1889-1961) startade folkkonströrelsen mingei i Japan, en rörelse som uppmärksammade äldre folkliga vardagsföremål. Yanagi var också med och grundade Japan Folk Craft Museum (Nihon Mingeikan, 日本民藝館) i Tokyo. Han och många andra japanska samlare valde ut och bestämde vad de ansåg vara mingei-föremål. Bortsett från de geometriskt broderade textilierna från Aomori av typerna hishi-zashi och kogin-zashi räknades majoriteten av boro-textilierna trots sitt folkliga ursprung inte till folkkonsten.
Idag råder en hype kring boro. Trastextilier köps upp av gallerister, museer och privata samlare från hela världen. Det handlar mestadels om antika plagg eller reproduktioner gjorda som hantverksprojekt.
Boro har även tagit steget in i modevärlden och flera japanska modeföretag tillverkar idag kläder i boro-inspirerad stil, t.ex. Kiriko, Koromo och Kapital. Ett annat exempel är japanska KUON som syr exklusiva plagg av 70-150 år gamla boro-textilier. Efter att ha letat upp äldre boro-textilier anlitar KUON som ett sätt att ta socialt ansvar i vissa fall äldre kvinnor inom det s.k. Otsuchi Sashiko Project. Kvinnorna verkar i ett område, Iwate, som har en lång historia av jordskalv och som drabbades hårt av Fukushima-katastrofen 2011. Efter att sömmerskorna har lagat textilierna använder formgivaren Shinichiro Ishibashi dem till att skapa nya plagg.

## Världskulturmuseerna (SMVK)
Hjalmar Stolpe (1841-1905) som 1900 grundade Etnografiska museet i Stockholm besökte Japan 1884 under Vanadis världsomsegling (1883-1885), dock insamlades inga boro-föremål. Stolpe med besättning verkar inte ha tagit sig längre norrut än Tokyo och nådde därför inte de områden där boro mest förekom, t.ex. Aomori. Museet har således inga boro-föremål från Japan i sina samlingar, däremot ett lappat och lagat barnplagg från Ainu-folket i Sachalin, Ryssland, den avlånga ö i Ochotska havet utanför Sibiriens östkust som under 1800-talet delvis tillhörde Japan.

Plagg från utställningen "Boro - Nödens konst" på Östasiatiska museet (2021). Bilden är tagen under uppbyggnadsfasen av utställningen.

Östasiatiska museet i Stockholm är det museum inom SMVK som rymmer flest boro-föremål. De två första boro-textilierna förvärvades 2008 från en nätbutik i Osaka (Ichiroya). Båda kan dateras till de första decennierna av 1900-talet och utgör en skarp kontrast till majoriteten av föremålen i museets samlingar som främst kommer från högre skikt. Boro-föremålen köptes in just för att nyansera bilden av det japanska samhället, i avsikt att ställas ut i basutställningen om Japan som öppnade 2011 på museet.
Världskulturmuseet i Göteborg innehar en stor samling efter textilforskaren, författaren och färgaren Gösta Sandberg (1915-1995). I samlingen finns två boro-relaterade textilier som troligen är de första boro-föremål som samlats in i SMVK:s historia - ett tygstycke och en kimono - inköpta 1983, båda i bomull.

Överrock för barn från Ainu-folket i Sachalin, Ryssland, ur Etnografiska museets samlingar.
Bondjacka, noragi, i indigoblått rutigt bomullstyg, från Japan, sannolikt från Taisho-perioden (1912-1926), ur Östasiatiska museets samlingar.
Kimono av fyra sorters bomullstyger, från Japan, ur Gösta Sandbergs samling på Världskulturmuseet.

### Boro - Nödens konst
Som första museum i Europa visade Östasiatiska museet under 2021 en världsunik samling av boro-föremål inlånade från Amuse Museum i Tokyo. Samlingen har tidigare visats i New York, Peking och Sydney. I utställningen "Boro - Nödens konst" medverkade även svenska kreatörer som skapat sin tolkning av boro genom mode, poesi och ljudkonst. Bland de 100 boro-föremålen visades även ett urval lappade och lagade kläder från svenska museisamlingar. "Boro - Nödens konst" blev av föreningen Forum för utställare utsedd till Årets utställning 2021, ett pris som delades ut vid Sveriges Museers vårmöte 26–28 april 2022 i Halmstad.
Utställningen gör under 2022 ytterligare ett nedslag i Sverige - på Vandalorum i Värnamo.

## Publikationer
- Boro : Nödens konst (Staffan Appelgren, Petra Holmberg, Yoshiko Iwamoto Wada & Philip Warkander). Utgiven 2021 av Art & Theory i samarbete med Östasiatiska museet i Stockholm. Libris gt2fwg4ddw789cdk
- Boro : Rags and tatters from the far north of Japan (Yukiko Koide & Kyoichi Tsuzuki). Utgiven 2008 av Aspect i Tokyo. Libris 12335592